# Cyrnodes scotti
Cyrnodes scotti is een schietmot uit de familie Polycentropodidae. De soort komt voor in het Afrotropisch gebied.